# Dagalaifus (Heermeister)
Dagalaifus war ein römischer Heermeister (magister militum) im 4. Jahrhundert n. Chr.
Dagalaifus war ein Heide germanischer Abstammung. Er wurde 361 von Kaiser Julian zum comes domesticorum (Kommandeur der Garde) ernannt und gegen den aufständischen Heermeister Lucillianus eingesetzt, den er bei Sirmium arretierte. Im Frühjahr 363 begleitete er Julian auf dessen Persienfeldzug, der sich trotz anfänglicher Erfolge als völliger Fehlschlag erwies: Das römische Heer wurde von den Persern abgedrängt und drohte völlig aufgerieben zu werden. Am 26. Juni starb Julian an einer Kampfverletzung. Dagalaifus, der zusammen mit Victor Kommandeur der Nachhut gewesen war, spielte bei der Wahl des neuen Kaisers eine wichtige Rolle. Das Offizierskollegium (neben Dagalaifus und Victor gehörten diesem noch Nevitta und Arinthaeus an) einigte sich schließlich auf den Gardeoffizier Jovian als nächsten Kaiser, einen Christen, dessen Vater Varronianus bereits Kommandeur der Garde gewesen war.
Nach der Erhebung Jovians, der bald darauf einen für die Römer wenig vorteilhaften Frieden mit Persien schließen musste, wurde Dagalaifus zum magister militum (Heermeister) ernannt, genauer zum magister equitum, zum Befehlshaber der Kavallerie. Vermutlich trat er die Nachfolge des Lucillianus im Heermeisteramt an, der inzwischen rehabilitiert war. Nach dem frühen Tod Jovians war Dagalaifus auch an der Erhebung des neuen Kaisers Valentinian beteiligt und in Gallien präsent. 365/366 kämpfte er gegen die Alamannen und bekleidete 366 zusammen mit Valentinians Sohn Gratian das Konsulat.